# Mu Ursae Majoris
Désignations
Mu Ursae Majoris (μ UMa / μ Ursae Majoris), également nommée Tania Australis, est une étoile binaire de troisième magnitude de la constellation de la Grande Ourse. D'après la mesure de sa parallaxe annuelle par le satellite Hipparcos, le système est situé à environ 230 années-lumière de la Terre. Il se rapproche du Système solaire à une vitesse radiale de −21 km/s.

## Propriétés
Il a été montré par spectroscopie que Mu Ursae Majoris est une binaire spectroscopique à raies simples avec une compagne située à seulement 0,2 ua de la primaire (en supposant une distance de 71 pc) et avec une période de révolution de 230 jours. Sa composante visible est une géante rouge de type spectral M0III située sur la branche asymptotique des géantes. C'est une étoile variable irrégulière à longue période de type LB ainsi qu'une variable de type β Lyrae suspectée dont la magnitude apparente varie entre 3,03 et 3,10.

## Nomenclature, histoire et mythologie

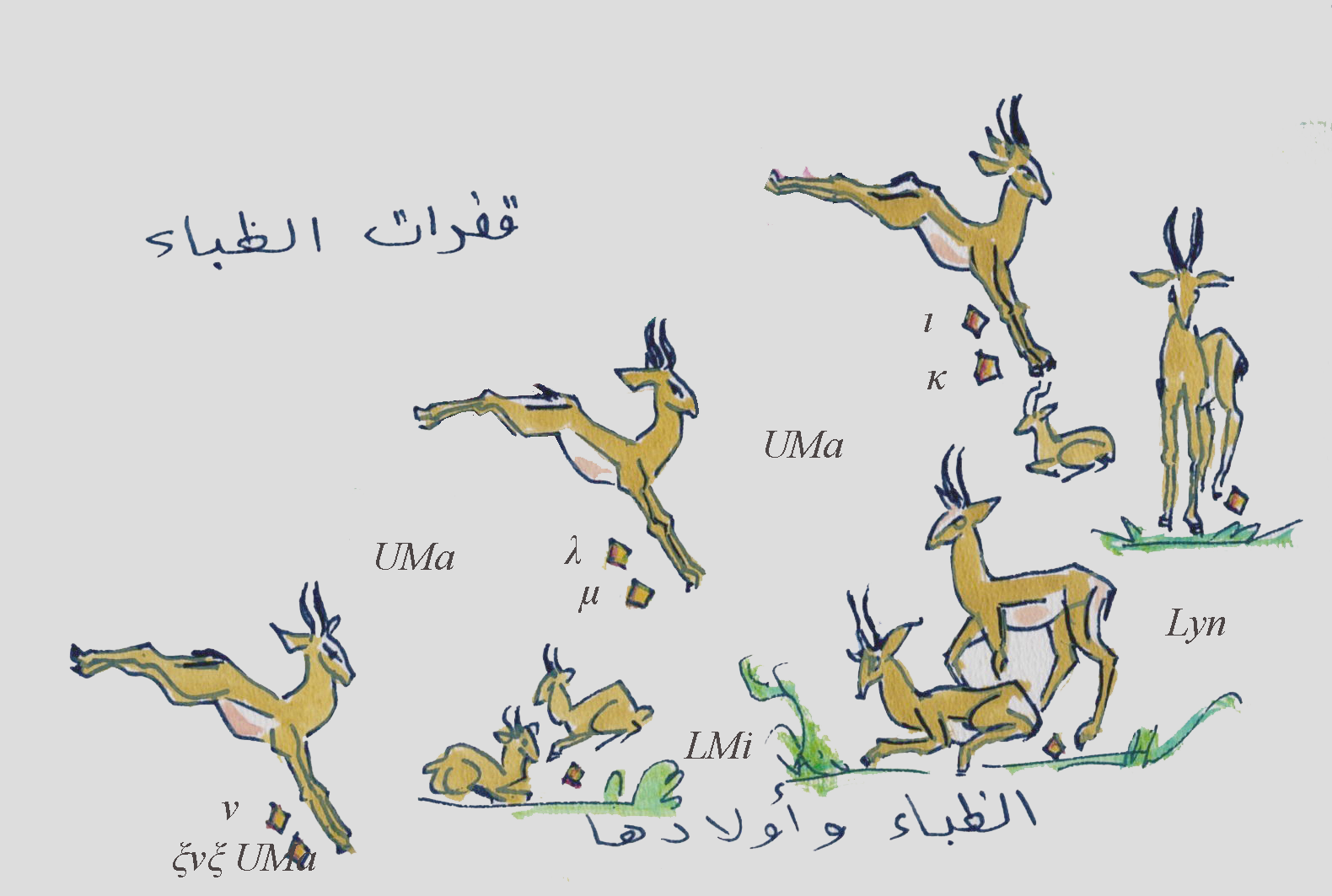
La figure de la série desالظباء قفزات Qafzāt al-Ẓibā’, « les Sauts de Gazelles », dans le ciel arabe traditionnel, tel que la décrit ᶜAbd al-Raḥmān al-Ṣūfī, 964.

μ Ursae Majoris, latinisé Mu Ursae Majoris, est la désignation de Bayer de l'étoile. Elle porte également la désignation de Flamsteed de 34 Ursae Majoris.

Tania Australis est aujourd’hui le nom approuvé pour μ UMa par l’Union astronomique internationale (UAI). Il vient de l’arabe الثانية al-Ṯāniyya, résultant lui-même de la troncation du nom complet, soit الثانية القفزة al-Qafzat al-Ṯāniyya, « le Second Saut »,. Il faut se référer, pour comprendre ce nom, à la série des قفزات الظباء Qafzāt al-Ẓibā’, « les Sauts de Gazelles », qui figurent dans le ciel arabe traditionnel tel qu’il est décrit par ᶜAbd al-Raḥmān al-Ṣūfī (964). Selon lui, il s'agit des six étoiles situées sur les trois pieds de l’Ourse touchant le sol, à savoir ν et ξ UMa formant al-Ūla, soit « le Premier [Saut] », λ et μ UMa al-Ṯāniyya, « le Second », et ι et κ UMa al-Ṯāliṯa, « le Troisième ». Chaque « Saut » ressemble à la trace du pied fendu des gazelles, et, toujours al-Ṣūfī donne à ce propos ce dicton arabe,: 

« Les Gazelles sautèrent lorsque le Lion frappa la terre de sa queue. »

Bien plus tard, par interversion des syllabes /q/ et /f/ et changement du /r/ en /z/, قفزة Qafza’, « Saut », devient فقرة Fiqra, « Vertèbre », dans de catalogues tardifs comme dans le زيجِ سلطانی Zīğ-i Sulṭānī ou « Tables sultaniennes » d’Uluġ Bēg (1437). Selon Richard Hinckley Allen, c'est à la lecture de Thomas Hyde que l’astronome britannique Francis Bailey aurait tronqué la transcription AlPhikrat AlTHânia pour en faire Tania Australis pour μ UMa.
Autres dérivations du nom arabe :
- El Phikrah. C’est une autre troncation du nom arabe الثانية الفقزة al-Fiqrat al-Ṯāniyya, donné par Uluġ Bēg (1437)[17] et repris par le canal de la transcription el-phikra proposée par le philologue allemand Friedrich Wilhelm Lach (1796) [18], pour le couple λ et μ UMa par Johann Elert Bode dans son Uranographia[19]. Bien que Richard Hinckley Allen donne la transciption Al Phikra al-Thānia pour cette étoile[16], le nom reste rare dans les catalogues.
- Al Kaphza Australis. Il vient de l’arabe القفزة al-Qafza, « le Saut », une troncation de الثانية القفزة al-Qafzat al-Ṯāniyya, « le Second Saut », et notée Al Ḳafzah al Thāniyah par Richard Hinckley Allen (1899)[20], que l’on relève dans certains catalogues.